# Svenska Serier 1988
Svenska Serier Årgång 1988 var den sjätte årgången av tidningen och gavs ut i sex nummer.
| Nummer | Serie                                                   | Upphovsman                                                         |
| ------ | ------------------------------------------------------- | ------------------------------------------------------------------ |
| 1      | Traskens                                                | Jonas Darnell                                                      |
|        | Martin Udd                                              | Magnus Knutsson Ulf Jansson                                        |
|        | De Nordiska Svanarna: Garm                              | Claes Reimerthi Jaime Vallvé                                       |
|        | Sven och Sjysmagylen                                    | Magnus Knutsson Patrik Norrman                                     |
|        | Vårkänslor                                              | Håkan Somdal                                                       |
|        | En dag vid sjön                                         | Håkan Somdal                                                       |
|        | Berättelser från Midgård Del 2                          | Mikael Oskarsson                                                   |
|        | Gud                                                     | Leif Carlsson                                                      |
|        | En Händelse som ser ut som en Tanke                     | Magnus Jonason                                                     |
|        | Sven: Moderna Tider                                     | Ulf Jansson Redaktionen                                            |
| 2      | Traskens                                                | Jonas Darnell                                                      |
|        | Martin Udd – Journalist (Del 5)                         | Magnus Knutsson Ulf Jansson                                        |
|        | Traskens                                                | Jonas Darnell                                                      |
|        | Flyktfåglar                                             | Anders Westerberg                                                  |
|        | Sigge Straight: Den Försvunna Chokladkakan              | Björn Rosbro Jonas Darnell                                         |
|        | Johnny Primat                                           | Jonas Forsberg                                                     |
|        | Krokedilen Boris som åt upp en Byrekrat                 | Ulrika Läck Mikael Göransson                                       |
|        | Hans Dobbermans En Sällsam Historia                     | Hans Dobberman Stefan Nagy                                         |
|        | Fyrtiotalisternas Sammansvärjning                       | David Nessle                                                       |
|        | Hararna m. fl.                                          | Per Gustavsson                                                     |
|        | Sven – Agent X10                                        | Mats Jönsson Redaktionen                                           |
| 3      | Traskens                                                | Jonas Darnell                                                      |
|        | Bo Setter                                               | Magnus Knutsson Patrik Norrman                                     |
|        | Sigge Straight                                          | Björn Rosbro Jonas Darnell                                         |
|        | Titanic                                                 | Mikael Grahn Johan Andreasson                                      |
|        | Bohemonds Blomma                                        | Per Gyllenör                                                       |
|        | Millans Mammor                                          | Camilla Eriksson                                                   |
|        | Sloxo                                                   | Mats Svensson                                                      |
|        | Hans Dobbermans En Sällsam Historia: Recept på Rättvisa | Hans Dobberman Stefan Nagy                                         |
|        | Sven i Fablernas Värld                                  | Peter Friman Redaktionen                                           |
| 4      | Traskens                                                | Jonas Darnell                                                      |
|        | Martin Udd går på en mina (Del 1)                       | Magnus Knutsson Ulf Jansson                                        |
|        | Guld-Gunde                                              | Mikael Grahn                                                       |
|        | Alla Blodiga Nätters Mest Fasansfulla Natt              | Mikael Borg                                                        |
|        | Otto                                                    | Susanne Fredelius                                                  |
|        | Pilsnerresan                                            | Berne Ohlsson                                                      |
|        | Kampen om Kosmos med Franz Kafka                        | Leif Carlsson                                                      |
|        | Nöffe och Allan Fixar Allt                              | Esbjörn Haraldsson                                                 |
|        | Johnny Primat i “2xJohnny”                              | Jonas Forsberg                                                     |
|        | Sven som Journalist                                     | Jonas Andreasson Redaktionen                                       |
| 5      | Traskens                                                | Jonas Darnell                                                      |
|        | James Hund i Fallet med de stulna raukarna              | Jonas Darnell Patrik Norrman                                       |
|        | Martin Udd går på en mina (Del 2)                       | Magnus Knutsson Ulf Jansson                                        |
|        | Peppe & De Svartklädda                                  | Gunnar Krantz                                                      |
|        | Traskens                                                | Jonas Darnell                                                      |
|        | Kurt Jönssons Vardag: Ord från Ovan                     | Håkan Somdal Björn Rosbro                                          |
|        | Herr Johansson                                          | Esbjörn Jorsäter Bert Gradin                                       |
|        | Historien om Oscar Ztorm                                | Rune Olofsson                                                      |
|        | Svenmannen                                              | Krister Petersson Redaktionen                                      |
| 6      | Traskens                                                | Jonas Darnell                                                      |
|        | Korsmannen: Låten Barnen komma till mig                 | Jonas Andersson & Lars Andreasson, Johan Andreasson & Mikael Grahn |
|        | Peppe på Art-Party                                      | Gunnar Krantz                                                      |
|        | Sparris                                                 | Anders Westerberg                                                  |
|        | Martin Udd går på en mina (Del 3)                       | Magnus Knutsson Ulf Jansson                                        |
|        | Kurt Jönssons Vardag: Radioaktiviteter                  | Håkan Somdal Björn Rosbro                                          |
|        | Zerien                                                  | Peter Jansson                                                      |
|        | Hissen                                                  | Tapani Karinen                                                     |
|        | Sagan om Bollen m.fl.                                   | Hans Berg                                                          |
|        | Sven får Brorsöner                                      | Jonas Darnell Redaktionen                                          |